# Diskografija Kid Inka
Diskografija američkog repera, pjevača, tekstopisca i glazbenog producenta Kid Inka, sastoji se od jednog nezavisnog albuma, četiri miksana albuma, jednog singla i šest promotivnih singlova, te 31 spota kao i mnogo dueta i suradnji s drugim glazbenicima. Kid Ink objavljuje svoju glazbu preko diskografske kuće Tha Alumni Music Group.
Kid Ink je svoju glazbenu karijeru započeo 2010. godine pod pseudonimom Rockstar kada je objavio svoj prvi miksani album World Tour, te je osnovao diskografsku kuću Tha Alumni Music Group zajedno s DJ Ill Willom. Iste godine uzeo je ime Kid Ink, te je objavio svoj drugi miksani album Crash Landing. Sljedeće godine objavio je dva uspješna miksana albuma Daydreamer i Wheels Up. Godine 2012. objavio je svoj debitantski singl "Time of Your Life", te u lipnju prvi nezavisni album Up & Away. Krajem godine objavio je miksani album Rocketshipshawty.

## Albumi

### Nezavisni albumi
| Up & Away                                                                                  | - Objavljeno: 12. lipnja 2012. - Diskografska kuća: Tha Alumni Music Group - Formati: CD, digitalni download | 20 | 3 | 2 | 3 | 78 | - SAD: 29.000 |
| "—" znači da album nije objavljen u tom području ili da nije dospio na glazbenu ljestvicu. | |    |   |   |   |    |               |

### Miksani albumi
| Naziv            | Detalji o albumu                                                                                            |
| ---------------- | --- |
| World Tour       | - Objavljeno: 1. veljače 2010. - Diskografska kuća: Tha Alumni Music Group - Formati: digitalni download    |
| Crash Landing    | - Objavljeno: 15. studenog 2010. - Diskografska kuća: Tha Alumni Music Group - Formati: digitalni download  |
| Daydreamer       | - Objavljeno: 21. lipnja 2011. - Diskografska kuća: Tha Alumni Music Group - Formati: Besplatan download    |
| Wheels Up        | - Objavljeno: 10. listopada 2011. - Diskografska kuća: Tha Alumni Music Group - Formati: digitalni download |
| Rocketshipshawty | - Objavljeno: 21. studenog 2012. - Diskografska kuća: Tha Alumni Music Group - Formati: digitalni download  |

## Singlovi

### Kao vodeći izvođač
| "Time of Your Life"                                                                        | 2012. | — | — | — | Up & Away |
| "—" znači da singl nije objavljen u tom području ili da nije dospio na glazbenu ljestvicu. |       |   |   |   |           |

### Promotivni singlovi
| "Hero"                                                                                     | 2011. | — | — | — | Crash Landing |
| "Tuna Roll"                                                                                | 2012. | — | — | — | Wheels Up     |
| "I Just Want It All"                                                                       | 2012. | — | — | — | Daydreamer    |
| "Lost In the Sauce"                                                                        | 2012. | — | — | — | Up & Away     |
| "What I Do"                                                                                | 2012. | — | — | — | Wheels Up     |
| "Keep It Rollin'"                                                                          | 2012. | — | — | — | Crash Landing |
| "—" znači da singl nije objavljen u tom području ili da nije dospio na glazbenu ljestvicu. |       |   |   |   |               |

## Gostujuće izvedbe
| Naziv                | Godina | Album                               | Izvođač                   |
| -------------------- | ------ | ----------------------------------- | ------------------------- |
| "Think About Him"    | 2010.  | Your New Favorite Rapper            | Legacy                    |
| "Exstacy"            | 2010.  | Chill Talk                          | Ben J                     |
| "Poppin' Off"        | 2010.  | Jersey Shore Couture                | Talent Couture, K-Shawn   |
| "Free TC"            | 2011.  | House on the Hill                   | Tydolla$ign, TeeCee4800   |
| "All Star (Remix)"   | 2011.  | House on the Hill                   | Tydolla$ign               |
| "Designated Driver"  | 2011.  | Designated Driver                   | Dre Huss, Moe Green       |
| "Liquid Love"        | 2011.  | Keep Talkin About Love              | K-Young                   |
| "STFU"               | 2011.  | Late for Class                      | Pries                     |
| "Happy Hour"         | 2011.  | Swavey                              | Tory Lanez                |
| "That's My Mojo"     | 2011.  | That's My Mojo                      | Noelz                     |
| "Above the Cloudz"   | 2011.  | Slumdog Billionaire                 | Red Café, Nuchi           |
| "Loaded"             | 2011.  | Street Knowledge                    | Hardhead                  |
| "Touchdown"          | 2011.  | That Mixtape                        | The Rangers, Soulja Boy   |
| "100%"               | 2011.  | Boy in Detention                    | Chris Brown, Kevin McCall |
| "When I Sleep"       | 2011.  | Tha Carter IV (Leftover)            | Lil Wayne, Ned Cameron    |
| "Liquid Love"        | 2011.  | Summer Love                         | K-Young                   |
| "Drinks in the Air"  | 2011.  | Raydiation 2                        | Ray J                     |
| "Go Up"              | 2011.  | Matt Allenn EP                      | Matt Allenn, Dominic      |
| "Last Night (Remix)" | 2011.  | Last Night                          | Mark Battles              |
| "Biggest Fan"        | 2011.  | The Crown Ain't Safe                | Los, Sean Hayz            |
| "Waste No Time"      | 2012.  | No Glue 2                           | Pries                     |
| "NWA"                | 2012.  | The Overdose                        | Hardhead                  |
| "Highlights"         | 2012.  | Highlights                          | Dorrough                  |
| "Countdown"          | 2012.  | Mikkey & Mallory                    | Yung Berg, Mia Rey        |
| "Cold Rock"          | 2012.  | Chapter 86: The Blind Art Collector | Sean Brown                |

## Videospotovi

### Samostalni videospotovi
| Naziv                                     | Godina | Redatelj        |
| ----------------------------------------- | ------ | --------------- |
| "Run This"                                | 2010.  | Alex Nazari     |
| "All I Know" (feat. Sterling Simms)       | 2010.  | Alex Nazari     |
| "Please"                                  | 2010.  | Alex Nazari     |
| "Blowin' Swishers"                        | 2010.  | Alex Nazari     |
| "Take Over the World" (feat. Tydolla$ign) | 2010.  | Alex Nazari     |
| "Keep It Rollin'"                         | 2010.  | Alex Nazari     |
| "La La La"                                | 2010.  | Alex Nazari     |
| "Tat It Up"                               | 2011.  | Alex Nazari     |
| "360" (feat. Meek Mill)                   | 2011.  | Alex Nazari     |
| "Bathroom" (feat. Gudda Gudda)            | 2011.  | Alex Nazari     |
| "Tats On My Face"                         | 2011.  | Alex Nazari     |
| "It's On"                                 | 2011.  | Alex Nazari     |
| "Lowkey Poppin'"                          | 2011.  | Alex Nazari     |
| "Ms. Jane"                                | 2011.  | Alex Nazari     |
| "Cali Dreamin'"                           | 2011.  | DJ Ill Will     |
| "I Just Want It All"                      | 2011.  | Strange Customs |
| "No Sticks No Seeds"                      | 2011.  | Alex Nazari     |
| "Get Mine" (feat. Nipsey Hussle)          | 2011.  | Alex Nazari     |
| "What I Do"                               | 2011.  | Levon Muradian  |
| "Never Change"                            | 2011.  | George Orozco   |
| "Tuna Roll"                               | 2012.  | Dan Centrone    |
| "Time of Your Life"                       | 2012.  | Alex Nazari     |
| "Neva Gave a Fuck"                        | 2012.  | Dan Centrone    |
| "Lost In the Sauce"                       | 2012.  | Strange Customs |
| "No One Left"                             | 2012.  | Grizz Lee       |
| "Hear Them Talk"                          | 2012.  | Dan Centrone    |
| "Drippin'"                                | 2012.  | Grizz Lee       |
| "Hell & Back"                             | 2012.  | Alex Nazari     |
| "Bom Bom"                                 | 2012.  | Holla At Gill   |
| "Is It You"                               | 2012.  | Grizz Lee       |
| "Roll Out"                                | 2012.  | Da Visionaryz   |
| "Ghost"                                   | 2012.  | Holla At Gill   |
| "OG"                                      | 2012.  | Born Original   |
| "Hell & Back (Remix)" (feat. MGK)         | 2012.  | Jake Janisse    |
| "Can't Ignore Me"                         | 2012.  | George Orozco   |
| "Poppin' Shit" (feat. King Los)           | 2012.  | Grizz Lee       |
| "What They Doin'" (feat. YG)              | 2012.  | Matt Alonzo     |

### Kao gostujući izvođač
| Naziv                                                                                | Godina | Redatelj        |
| ------------------------------------------------------------------------------------ | ------ | --------------- |
| "Poppin' Off" (Talent Couture feat. Kid Ink & K-Shawn)                               | 2010.  | Philly Fly Boy  |
| "High 5" (Talent Couture feat. Kid Ink, Mucho Dinero, Nifty, Jay Burna & Qewl Miles) | 2011.  | Philly Fly Boy  |
| "Touchdown" (The Rangers feat. Soulja Boy & Kid Ink)                                 | 2011.  | NCredible       |
| "Drinks in the Air" (Ray J feat. Kid Ink)                                            | 2011.  | Alex Nazari     |
| "STFU" (Pries feat. Kid Ink)                                                         | 2012.  | Jon Duckworth   |
| "That's All" (Ty$ feat. Kid Ink)                                                     | 2012.  | Steven Moga     |
| "Wait a Minute" (Chris Webby feat. Kid Ink & Bun B)                                  | 2012.  | Todd Angkasuwan |

## Vanjske poveznice
- Službena stranica
- Kid Ink na Allmusicu
- Kid Ink[neaktivna poveznica] na Discogsu
- Kid Ink na Billboardu
- Kid Ink  Arhivirana inačica izvorne stranice od 31. svibnja 2012. (Wayback Machine) na MTV